# KCOM Stadium
KCOM Stadium é um estádio localizado em Kingston upon Hull, Inglaterra, Reino Unido, possui capacidade total para 25.400 pessoas, é a casa do time de futebol Hull City e do time de rugby league Hull F.C., foi inaugurado em 2002 em substituição ao The Boulevard demolido em 2010.